# Osek (powiat Strakonice)
Osek – miejscowość i gmina (obec) w Czechach, w kraju południowoczeskim, w powiecie Strakonice. W 2022 roku liczyła 654 mieszkańców.